# Alix E. Harrow
Alix E. Harrow (* 9. November 1989 in Idaho) ist eine amerikanische Science-Fiction- und Fantasy-Schriftstellerin.

## Leben und Werk
Harrow wuchs in Colorado und Kentucky auf. Im Alter von 16 Jahren besuchte sie das Berea College, das sie 2009 mit einem Abschluss in Geschichte verließ. Sie arbeitete in verschiedenen Jobs, unter anderem als Forschungsassistentin, Kassiererin, Haushälterin, Lehrbeauftragte und Wanderarbeiterin, bevor sie an der University of Vermont einen Master in Geschichte erwarb. Sie lehrte Geschichte an der Eastern Kentucky University, bevor sie hauptberuflich Schriftstellerin wurde. Harrow lebt mit ihrem Mann und zwei Kindern in Kentucky.
Als Kind wurde sie von Kind findet eine magische Tür-Geschichten wie Narnia inspiriert, stellte aber später während ihres Studiums fest, dass viele dieser Fantasien kolonialistisch geprägt waren. Von daher begann sie zu überlegen, wie sie Geschichten schreiben könnte, die statt von Invasion und Eroberung eher von Gerechtigkeit und Heimkehr erzählen.

## Auszeichnungen
Harrow wurde mit mehreren Literaturpreisen ausgezeichnet:
- Gewinnerin des Hugo Awards in der Kategorie Kurzgeschichte 2019[3]
- Gewinnerin des Audie Awards in der Kategorie Fantasy 2020[4]
- Gewinnerin des British Fantasy Awards in der Kategorie Fantasy Roman 2021[5][6]

## Werke
- The Ten Thousand Doors of January. Redhook, 2019 ISBN 978-0316421997
  - Die zehntausend Türen. Übers.: Aimée de Bruyn Ouboter. Festa Verlag, Leipzig 2021, ISBN 978-3-86552-936-7
- The Once and Future Witches. Redhook, 2020, ISBN 978-0316422048
  - Die Rückkehr der Hexen. Übers.: Aimée de Bruyn Ouboter. Festa Verlag, Leipzig 2023, ISBN 978-3-98676-077-9
- Starling House. Tor Books, 2023, ISBN 978-1250765369
  - Starling House. Übers: Peter Beyer. Goldmann, München 2024. ISBN 978-3-8445-5256-0